# القنصالة (ماوية)

تعديل مصدري - تعديل

القنصالة  هي إحدى قرى مديرية ماوية بمحافظة تعز اليمنية، بلغ تعداد سكانها 259 نسمة حسب التعداد السكاني في اليمن في 2004.